# Prismă pentagonală biaugmentată
În geometrie prisma pentagonală biaugmentată este un poliedru convex construit prin augmentarea unei prisme pentagonale prin atașarea a două piramide pătrate (J1) pe două din fețele sale laterale neadiacente. (Poliedrul obținut prin atașarea piramidelor pe fețele laterale adiacente nu este convex, prin urmare nu este un poliedru Johnson.) Este poliedrul Johnson J53. Având 13 fețe, este un tridecaedru.

## Mărimi asociate
Următoarele formule pentru arie, A și volum, V sunt stabilite pentru lungimea laturilor tuturor poligoanelor (care sunt regulate) a:
{\displaystyle A={\frac {1}{2}}\left(6+{\sqrt {73+10{\sqrt {5}}+8{\sqrt {75+30{\sqrt {5}}}}}}\right)a^{2}\approx 9,9050564~a^{2},}
{\displaystyle V={\frac {1}{12}}{\sqrt {257+90{\sqrt {5}}+24{\sqrt {50+20{\sqrt {5}}}}}}\,a^{3}\approx 2,1918819~a^{3},}
sau pot fi calculate din ariile și volumele constituenților, prisma pentagonală și piramida pătrată:
{\displaystyle A=\left(3+2{\sqrt {3}}+{\frac {1}{2}}{\sqrt {25+10{\sqrt {5}}}}\right)a^{2}\approx 9,9050564~a^{2},}
{\displaystyle V=\left({\frac {\sqrt {2}}{3}}+{\frac {1}{4}}{\sqrt {25+10{\sqrt {5}}}}\right)a^{3}\approx 2,1918819~a^{3}.}